# Карамзінка
Карамзі́нка (рос. Карамзинка) — присілок у складі Чаїнського району Томської області, Росія. Входить до складу Чаїнського сільського поселення.

## Населення
Населення — 2 особи (2010; 12 у 2002).
Національний склад (станом на 2002 рік):
- росіяни — 84 %